# Robotnica
Robotnica – przedstawicielka jednej z kast występujących w koloniach społecznych błonkówek.

## Charakterystyka
Robotnice to samice, które nie reprodukują się lub ich reprodukcja jest mocno ograniczona. Wykonują one natomiast prace na rzecz swojej kolonii, takie jak karmienie larw, czyszczenie gniazda czy zbieranie pokarmu. Poszczególne robotnice mogą się specjalizować w określonych zadaniach, zależnie od wieku (młodsze osobniki zwykle wykonują bezpieczniejsze prace wewnątrz gniazda, starsze – poza gniazdem), bądź cech morfologicznych (w przypadku gdy w kolonii występuje kilka grup osobników różniących się wyglądem). Pierwsza forma podziału pracy nazywana jest polietyzmem wiekowym i występuje np. u pszczoły miodnej (pszczoła robotnica) czy u mrówek. Druga forma podziału pracy – występowanie różnych morfologicznie podkast – spotykana jest np. u mrówek z rodzaju Atta.
Kasta osobników sterylnych lub o ograniczonej płodności występuje również u gatunków eusocjalnych z innych grup, np. u termitów i ssaków (golce), jednak z zasady należą do niej zarówno samce, jak i samice.

## Mechanizmy różnicowania się w robotnicę
Szeroko akceptowanym mechanizmem bezpośrednim różnicowania się jaja i larwy w robotnicę bądź królową są wpływy środowiskowe - tak jest u pszczoły miodnej, gdzie z jaja może powstać zarówno królowa, jak i robotnica, zależnie od tego, jak wykluta zeń larwa będzie karmiona. Możliwy jest również wpływ genetycznego komponentu na różnicowanie się kast, proponowane są także mechanizmy łączące efekty genetyczne i środowiskowe. 
Robotnice produkowane są zwykle przez cały czas funkcjonowania kolonii, podczas gdy formy płciowe są wychowywane w określonym węższym przedziale czasowym.

## Robotnice w różnych grupach systematycznych

### Klecanki (Polistes)[10]
System społeczny u klecanek jest stosunkowo prymitywny - robotnice nie różnią się morfologicznie od królowych (ang. foundresses). Różni je natomiast zachowanie. Samice, które mają się reprodukować, opuszczają swoją macierzystą kolonię i zakładają nową, w której ich rolą jest składanie jaj. Robotnice pozostają w kolonii, z której pochodzą, i wykonują prace na jej rzecz, ale nie rozmnażają się. Kiedy królowa kolonii zginie, któraś z robotnic może zająć jej miejsce i po kopulacji rozpocząć produkcję jaj. 

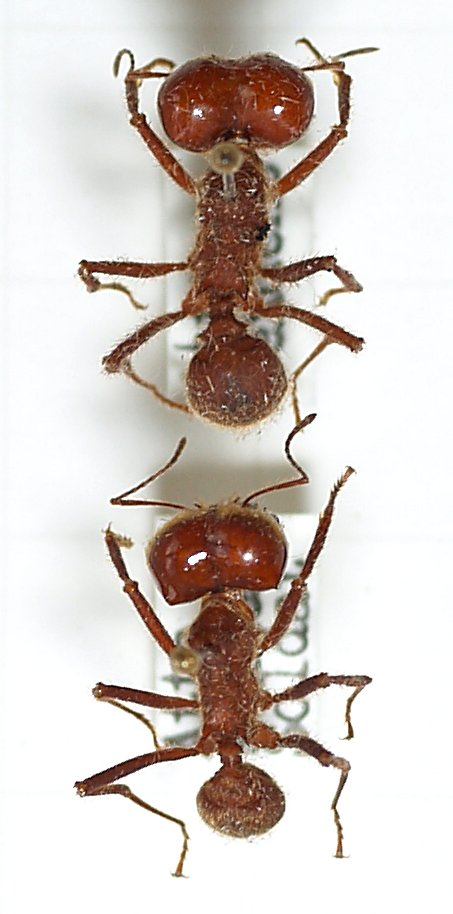
Żołnierze mrówek grzybiarek z gatunku Atta sexdens

### Mrówki
U większości gatunków mrówek robotnice nie różnią się między sobą morfologicznie w obrębie gatunku. Zróżnicowanie w obrębie robotnic występuje u około 20% gatunków, u części z nich istnieją wyraźnie wyodrębnione podkasty, przystosowane do pełnienia różnych zadań w kolonii. Przykładowo, może występować podkasta żołnierzy charakteryzująca się większym rozmiarem ciała i/lub głowy, oraz mocnymi żuwaczkami, przystosowana do ochrony gniazda.   

### Pszczoły
U różnych gatunków pszczół społecznych, zależnie od stopnia ich uspołecznienia, kasta robotnic może być bardziej lub mniej wyspecjalizowana i różna od królowej. 

#### Trzmiele
Kolonia trzmieli jest jednoroczna: na wiosnę królowa wybudza się z hibernacji, zakłada gniazdo i sama wychowuje pierwszą partię potomstwa, składającą się wyłącznie z robotnic. Te pierwsze robotnice są bardzo małe. Przejmują one przynoszenie pokarmu do kolonii oraz pracę wewnątrz gniazda, dzięki czemu królowa może nie opuszczać już gniazda i zajmować się składaniem jaj. Później wychowywane robotnice są większe od tych pierwszych. W koloniach trzmieli międzyosobnicze różnice w rozmiarach ciała są bardzo duże. Nie wiążą się z tym szczególne adaptacje morfologiczne, jednak większe robotnice są bardziej efektywne w zbieraniu pokarmu i częściej wykonują to właśnie zadanie<refDave Goulson i inni, Can alloethism in workers of the bumblebee, Bombus terrestris, be explained in terms of foraging efficiency?, „Animal Behaviour”, 64 (1), 2002, s. 123–130, DOI: 10.1006/anbe.2002.3041 [dostęp 2022-10-17] (ang.).</ref>. U większości trzmieli robotnice giną na jesień (do kolejnego roku przeżywają tylko młode królowe), chociaż np. w tropikach kolonia może funkcjonować dłużej niż jeden sezon.

#### Pszczoła miodna
Jako gatunek eusocjalny, pszczoła miodna ma wyspecjalizowaną kastę robotnic. Robotnice mają bardzo słabo wykształcone jajniki (zwykle mniej niż dwadzieścia rureczek jajnikowych w jajniku, w porównaniu z ponad stoma rureczkami u królowej). Nie kopulują z samcami, nie mają też zbiorniczka nasiennego, więc są w stanie składać tylko jaja męskie, co jednak czynią niezwykle rzadko. Jeśli królowa jest obecna w kolonii, jaja składane przez robotnice są niszczone przez inne robotnice - zjawisko to nosi nazwę worker policing. Polietyzm wiekowy u pszczoły miodnej jest silnie zaznaczony i przejawia się tym, że młodsze robotnice pracują wewnątrz gniazda (m.in. opieka nad larwami), w miarę starzenia przenosząc się do bardziej ryzykownych prac, np. latania po pokarm lub po wodę. W przypadku jeśli z jakiegoś powodu w kolonii zginie zbyt dużo młodych robotnic, część starszych osobników, które już żerowały, może powrócić do wykonywania zadań w gnieździe.